# پلانتاگو اسیاتیکا
پلانتاگو اسیاتیکا (نام علمی: Plantago asiatica) نام یک گونه از سرده کک‌علفیان است.